# Gare de Nortkerque
La gare de Nortkerque est une gare ferroviaire française de la ligne de Lille aux Fontinettes, située sur le territoire de la commune de Nortkerque dans le département du Pas-de-Calais, en région Hauts-de-France. 
C'est une halte voyageurs de la Société nationale des chemins de fer français (SNCF), desservie par des trains TER Hauts-de-France.

## Situation ferroviaire
Établie à 3 mètres d'altitude, la gare de Nortkerque est située au point kilométrique (PK) 90,712 de la ligne de Lille aux Fontinettes entre les gares d'Audruicq et de Pont-d'Ardres.

## Service des voyageurs

### Accueil
Halte SNCF, c'est un point d'arrêt non géré (PANG) à accès libre.

### Desserte
Nortkerque est desservie par des trains TER Hauts-de-France qui effectuent des missions entre les gares de Lille-Flandres, ou d'Hazebrouck, et de Calais-Ville.

### Intermodalité
Le stationnement des véhicules est possible à proximité.